# Merișor (Bănița), Hunedoara
Merișor este un sat în comuna Bănița din județul Hunedoara, Transilvania, România.